# Leymus mollis
Leymus mollis — багаторічна трав'яниста рослина родини тонконогові (Poaceae), поширена у Північній Америці й Азії.

## Опис

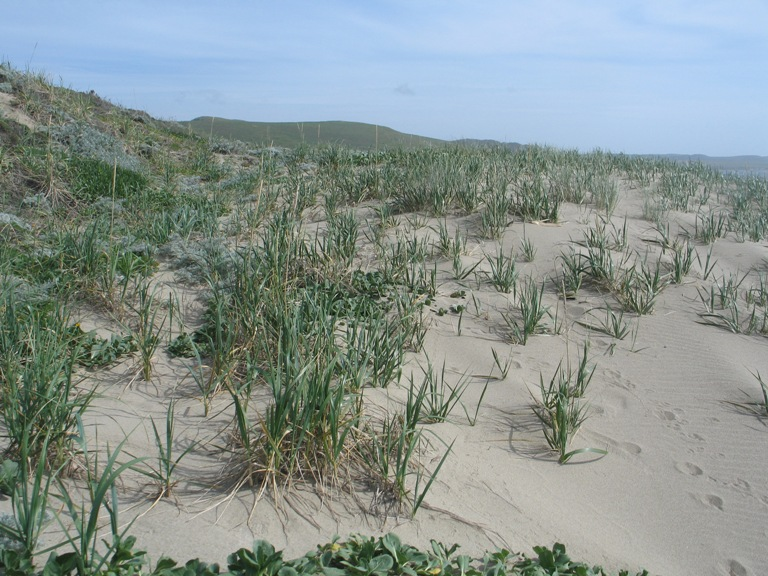

Стебла одиничні або в пучках, 30–80 см заввишки, гладкі, голі, але запушені під колосом. Лігула 1–2 мм. Листова пластина 10–15 × 0.4–0.7 см, жорстка, верхня поверхня гладка, нижня — злегка шершава. Колос 9–15 × 1–1.5 см, міжвузлова відстань 6–10 мм. Колосочків (1 або 2) або 3 на вузол, 1.5–2 см, з 2–5 квіточками. Колоскові луски покривають лише основу леми, довгасто-ланцетні, 12–20 × 2–2.5 мм, 3–5-жильні, з кілеватою серединною жилкою, край мембранний. Леми ланцетні, 5-жильні; перша лема 12–14 мм. Верхні квіткові луски коротші ніж леми. Пиляки 5–6 мм. 2n= 28 (4x).

## Поширення
Північна Америка: Ґренландія, Канада, Аляска; Азія: Китай, Японія, Корея, Монголія, Росія. Натуралізований: Ісландія (випадковий). Населяє прибережні гальки та піски.